# (19952) Ashkinazi
(19952) Ashkinazi est un astéroïde de la ceinture principale.

## Description
(19952) Ashkinazi est un astéroïde de la ceinture principale. Il fut découvert le 20 octobre 1982 à Naoutchnyï par Lioudmila Karatchkina. Il présente une orbite caractérisée par un demi-grand axe de 2,76 UA, une excentricité de 0,28 et une inclinaison de 7,4° par rapport à l'écliptique.

## Compléments